# NGC 4483
NGC 4483 (również PGC 41339 lub UGC 7649) – galaktyka soczewkowata znajdująca się w gwiazdozbiorze Panny. Odkrył ją Heinrich Louis d’Arrest 19 marca 1865 roku. Należy do Gromady w Pannie.